# Pammi Bai
Pammi Bai (n. Punyab el 9 de noviembre de 1965) es un cantante y bailarín de danza Bhangra indio, oriundo de la aldea de Jakhepal, un distrito de Sangrur Punjab.

## Discografía
1. Dance With Pammi Bai
2. Nach Nach Pauni Dhammal
3. Giddha Malwaian Da
4. Nachde Punjabi
5. Putt Punjabi - Son of Punjab (2006)
6. Dhol Te Dhamaalan (2007)[2]

## Canciones en el top
1. "Jatt Punjabi" (Album: Putt Punjabi - Son of Punjabb)
2. "Rangla Punjab" (Album: Nachde Punjabi)
3. "Pagg Patiala"

## Videos musicales
- "Do Cheeza Jat"
- "Pagg Patiala"
- "Jatt Punjabi"